# Instituto Politécnico de Braganza
El Instituto Politécnico de Braganza ( en portugués: Instituto Politécnico de Bragança, sigla IPB) es un centro público de educación superior cuya misión es transmitir y difundir conocimientos técnico-científicos y profesionales a través de la enseñanza, la investigación y el desarrollo experimental. IPB lleva a cabo su misión en relación con la sociedad a la que sirve, incluida la cooperación internacional, con vistas a la cohesión territorial y la afirmación nacional, con el objetivo de desarrollo regional con base en la innovación y la transferencia de conocimientos. A la par, IPB fomenta el trabajo de su personal docente e investigador promoviendo una educación superior de calidad, haciendo especial incidencia en el aprendizaje permanente. Promueve asimismo la movilidad de estudiantes e investigadores, tanto a nivel nacional como internacional, especialmente dentro del espacio europeo de educación superior y dentro de la comunidad de países de habla portuguesa.

## Escuelas
El IPB está formado por cinco escuelas, cuatro con sede en Braganza y una en Mirandela:
- ESA - Escuela Superior Agraria
- ESE - Escuela Superior de Educación
- ESTiG - Escuela Superior de Tecnología y Gestión
- ESSa - Escuela Superior de Salud
- EsACT - Escuela Superior de Comunicación, Administración y Turismo

## Organización
El centro está gobernado por un Consejo General, que lidera su presidente o presidenta; ambos dan cuentas a un Consejo de Administración, órgano superior. El IPB también cuenta con los siguientes órganos: el Consejo Técnico-Científico y el Consejo Permanente.

## Calidad de la educación
La oferta formativa del IPB está compuesta por más de un centenar de cursos y ciclos de estudio, entre los que se incluyen ciclos de estudio de pregrado, posgrado y máster, así como cursos de especialización tecnológica en aplicación del Sistema Europeo de Transferencia y Acumulación de Créditos (ECTS). Su profesorado es de los más cualificados del sistema de educación superior portugués, con el mayor porcentaje de profesores con doctorado. El IPB fue evaluado recientemente por la Asociación Universitaria Europea (EUA), que lo reconoció como una de las instituciones politécnicas más exitosas. Cuenta con proyectos de investigación con universidades extranjeras.
El centro participó en la décima edición del Encuentro Internacional de Jóvenes Emprendedores (EIJE).

## Instalaciones y equipamientos
El IPB cuenta con instalaciones de laboratorios, talleres, centros de recursos y bibliotecas, que constituyen un apoyo insustituible para la calidad de la enseñanza y su orientación práctica y experimental. Además, dispone de un complejo deportivo que incluye varios campos de juego, un campo de césped y una pista de atletismo de nivel olímpico. El campus del IPB está rodeado por un carril bici.

## Entorno académico, cultural y ambiental
El IPB cuenta con más de 7.000 estudiantes, transformando las ciudades de Bragança y Mirandela en verdaderos centros de experiencia académica.
Bragança y Mirandela ofrecen un entorno histórico y cultural a sus estudiantes (cine, teatro, música, danza, museos, bibliotecas). La región circundante posee un vasto patrimonio histórico, cultural y medioambiental, con los Parques Naturales de Montesinho y del Duero Internacional, la Zona Protegida de Azibo, el Parque Natural de Sanabria (en España) y la Región Vitivinícola del Alto Duero, Patrimonio de la Humanidad por la UNESCO.

## Movilidad internacional
El Instituto Politécnico de Bragança cuenta con un reconocido y exitoso programa de internacionalización, que implica la movilidad anual de más de 500 estudiantes y 100 profesores, fruto de la colaboración con varias instituciones de educación superior europeas (programa Erasmus) y de países de habla portuguesa. Estudiar en el IPB representa una oportunidad de experiencia de movilidad internacional; un valor añadido para la formación y empleabilidad de estudiantes y egresados.